# Saint-Sulpice (Vaud)
Pour les articles homonymes, voir Saint-Sulpice.
Saint-Sulpice [sɛ̃sylpis] est une commune suisse du canton de Vaud, située dans le district de l'Ouest lausannois.

## Géographie

### Situation
Le territoire de Saint-Sulpice s'étend sur 1,86 km2. Lors du relevé de 2013-2018, les surfaces d'habitations et d'infrastructures représentaient 76,9 % de sa superficie, les surfaces agricoles 14,5 %, les surfaces boisées 6,5 % et les surfaces improductives 0,5 %.
| Denges      | Écublens      |          |
| Préverenges | Saint-Sulpice | Lausanne |
|             | Léman         |          |

### Hydrographie
Saint-Sulpice se situe au bord du Léman. La commune possède un débarcadère desservi par les bateaux de la compagnie générale de navigation (CGN).
La commune est bordée à l'ouest par la Venoge, qui marque la frontière avec Préverenges et à l'est par la Chamberonne qui, elle, marque la frontière avec Lausanne. Ces deux cours d'eau se jettent dans le Léman. Sa frontière nord est la route cantonale 1, dite « route du lac ».

### Transports et Mobilité
St-Sulpice est desservie par 3 lignes de bus, les lignes 31 et 33, gérées par les TL, la ligne 701 de la compagnie MBC, reliant directement la commune à la ligne M1 du métro de Lausanne ainsi qu'aux gares de Morges et de Renens. De plus elle est desservie par la ligne de trolleybus n°1 des TL en heure de pointe, et la ligne N5 du réseau de bus de nuit des TL.

## Histoire
Le sous-sol de la commune a livré En Pétoleyres une nécropole du haut Moyen Âge fouillée par Albert Naef en 1910 (Archives cantonales vaudoises).

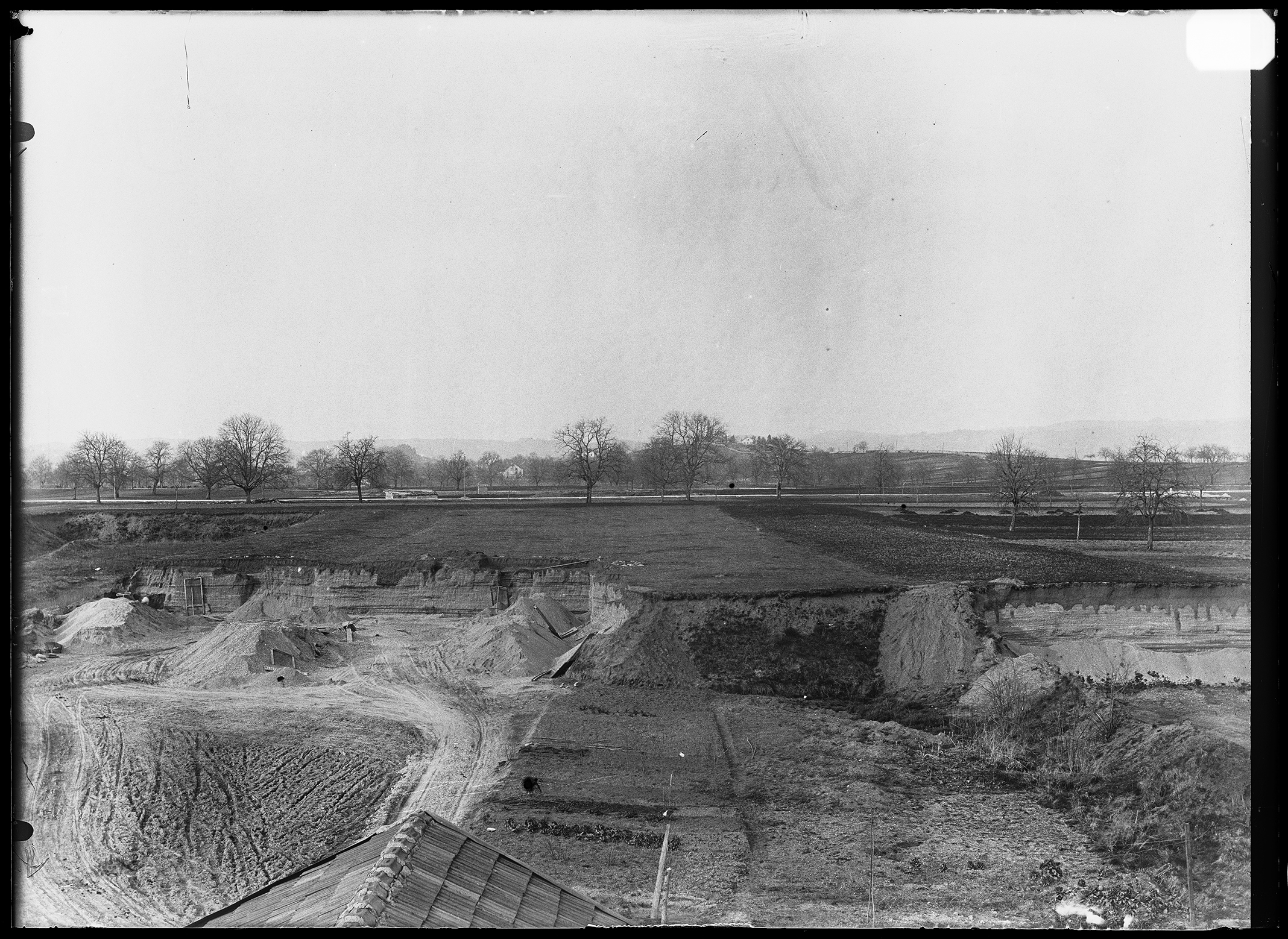
Fouille en Pétoleyres, vue générale.
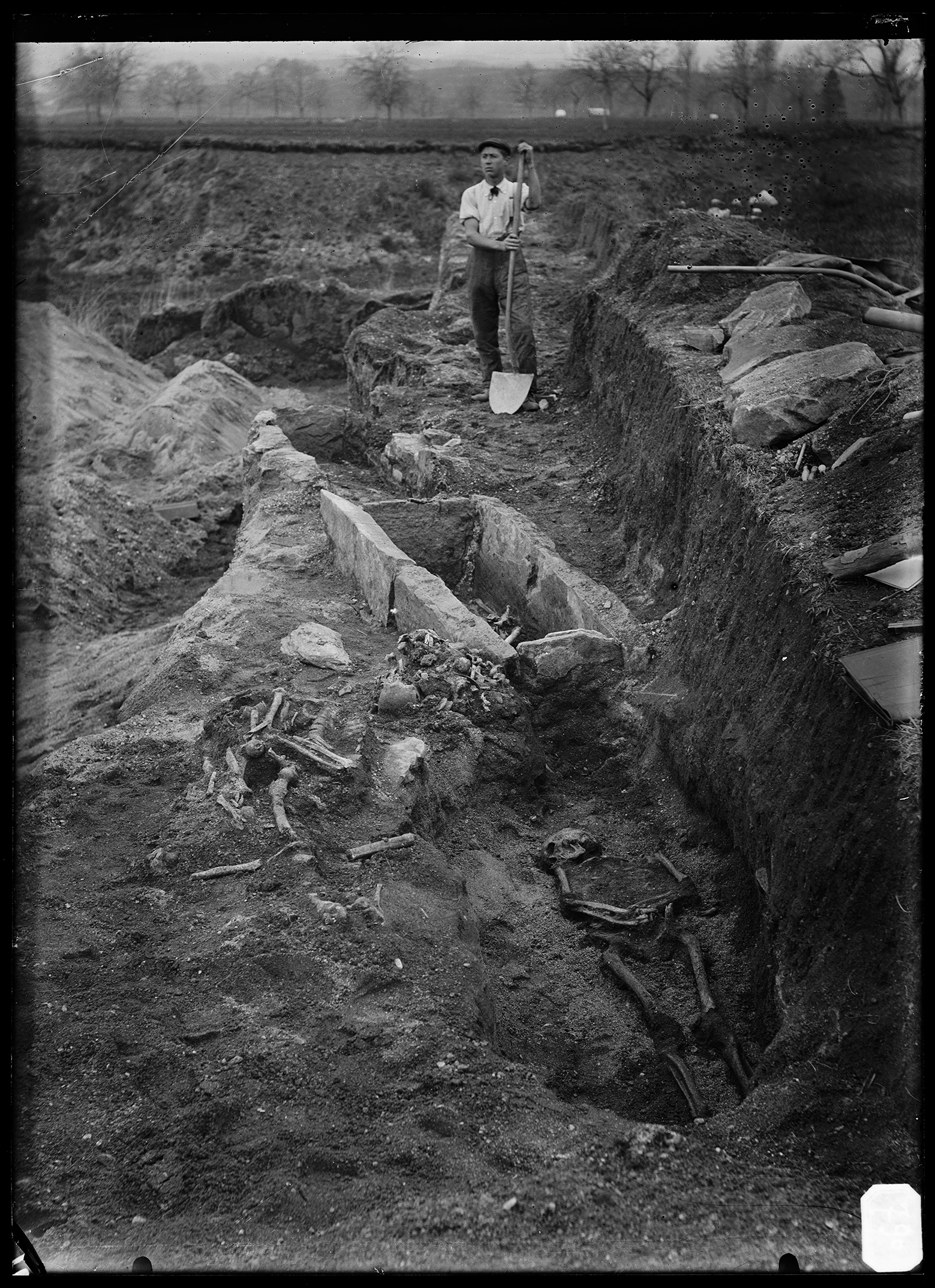
Fouilles En Pétoleyres, 1910.

## Politique

### Tendances électorales
Lors des élections fédérales de 2015, les partis les plus populaires (pour l'élection du conseil national) étaient le PLR (36,6 %), l'UDC (21,4 %), le PS (16,6 %), et les Verts (9,6 %). Le taux de participation était de 51,9 % avec 925 votes enregistrés.
Lors des élections fédérales de 2019, les partis les plus populaires (pour l'élection du conseil national) étaient le PLR (32,6 %), les verts (19,8 %), le PS (15,9 %), l'UDC (13,5 %) et les Vert'libéraux (10,7 %). Le taux de participation était de 53,20 % de la population, avec 1 092 votes enregistrés.

### Liste des syndics
- ?-? : Georges Bourgoz (mort en 1885)[8]
- ?-? : Emile Chevalley (mort en février 1895)[9]
- ?-1891 : Charles Gras[10]
- 1891-1901 : Alexandre Gras[11],[12]
- 1902-1904 : Ulysse Bourgoz[12]
- 1904-1920 : Constant Chapuis[13]
- 1920-1922 : Henri Lambert[14]
- 1922-1925 : Ernest Rilliet[15]
- 1926-1932 : Charles-Emile Chevalley[16],[17]
- 1932-1936 : Aloïs Favre-Demont[18]
- 1937-1953 : Gaston Plojoux[19]
- 1954-1957 : Emile Semadeni[20]
- 1958-1965 : Gontran Gourdou[21]
- 1966-1973 : André Jaccard[22]
- 1974-1978 : Robert Michel[23]
- 1978-1985 : Max-Albert de Montmollin[24]
- 1985-1993 : Ernest Steinhauer[25]
- 1993-2002 : Jean-Jacques Hofstetter[26]
- 2002-2006 : Maurice Decoppet[27]
- 2006-2014 : Jean-Charles Cerottini
- 2014-2021 : Alain Clerc
- depuis 2021 : Etienne Dubuis

## Population et société

### Gentilé
Les habitants de la commune sont appelés les Serpelious, (peut-être le nom local des serpettes utilisées pour cueillir le raisin).

### Démographie

#### Évolution de la population
Saint-Sulpice compte 5 144 habitants au 31 décembre 2023 pour une densité de population de 2 766 hab/km2. Sur la période 2010-2023, sa population a augmenté de 58,4 % (canton : 18,6 % ; Suisse : 9,4 %).  

#### Pyramide des âges
En 2023, le taux de personnes de moins de 30 ans s'élève à 40 %, au-dessus de la valeur cantonale (34,6 %). Le taux de personnes de plus de 60 ans est quant à lui de 21,2 %, alors qu'il est de 22,5 % au niveau cantonal.
La même année, la commune compte 2 693 hommes pour 2 451 femmes, soit un taux de 52,4 % d'hommes, supérieur à celui du canton (49,1 %).
| Hommes | Classe d’âge | Femmes |
| ------ | ------------ | ------ |
| 0,3    | 90 ans ou +  | 1,3    |
| 6,7    | 75 à 89 ans  | 10,8   |
| 10,9   | 60 à 74 ans  | 12,3   |
| 16,7   | 45 à 59 ans  | 18,9   |
| 20,6   | 30 à 44 ans  | 21,5   |
| 31,2   | 15 à 29 ans  | 20,6   |
| 13,6   | - de 14 ans  | 14,5   |

| Hommes | Classe d’âge | Femmes |
| ------ | ------------ | ------ |
| 0,6    | 90 ans ou +  | 1,4    |
| 6,5    | 75 à 89 ans  | 8,7    |
| 13,5   | 60 à 74 ans  | 14,3   |
| 20,9   | 45 à 59 ans  | 20,9   |
| 22,3   | 30 à 44 ans  | 21,7   |
| 19,6   | 15 à 29 ans  | 17,7   |
| 16,6   | - de 14 ans  | 15,3   |

### Médias
Le journal de la commune, qui paraît six fois par an depuis 1975, s'appelle Le Serpeliou.

## Culture et patrimoine

### Monuments

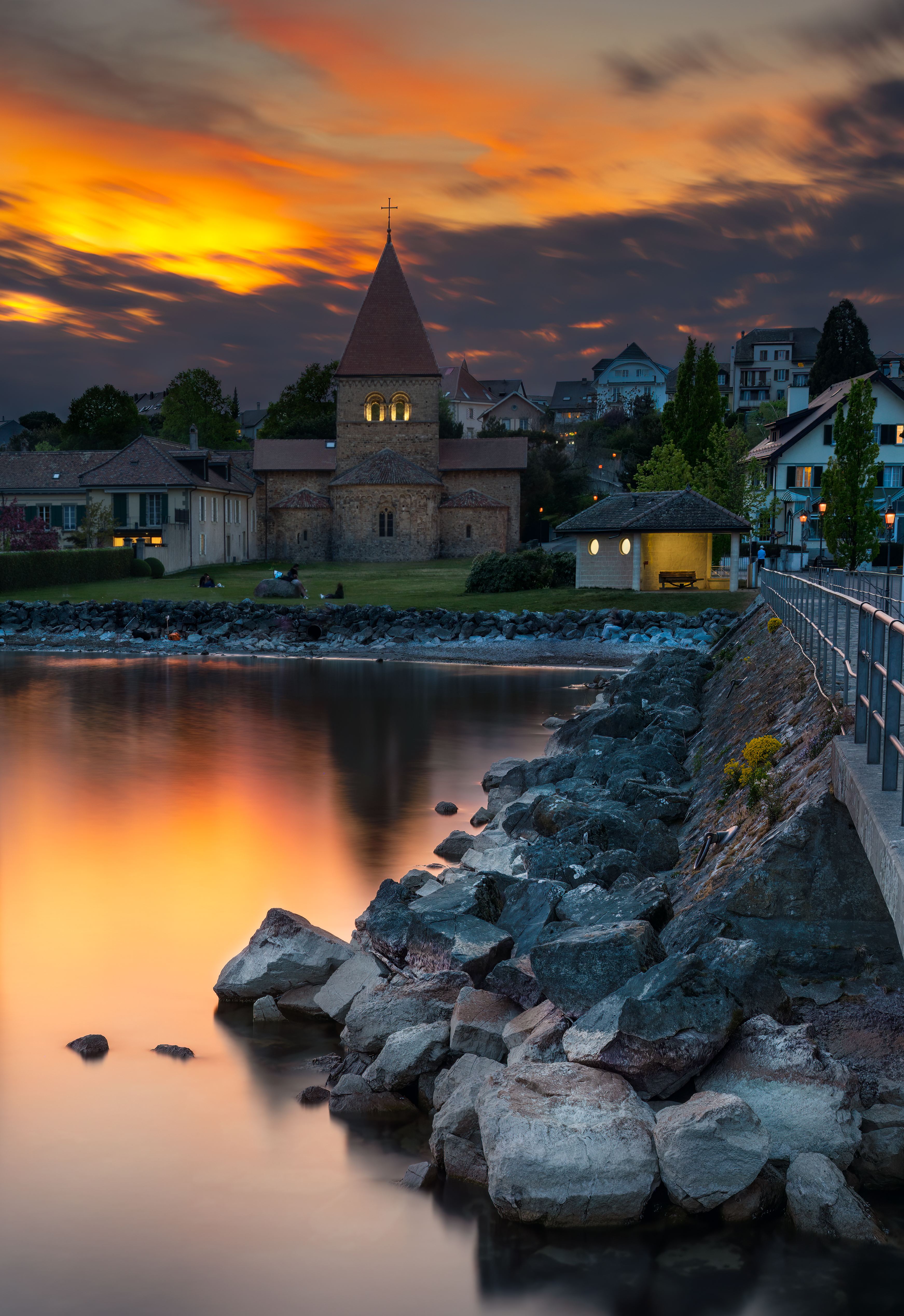
Le temple de Saint-Sulpice, ancienne église Sainte-Marie-Madeleine.

L'église romane fut fondée au XIe siècle et donnée entre 1098 et 1111 à l'Abbaye de Molesme, avec l'aval de l'évêque de Lausanne de l'époque, Gérold de Faucigny. La nef, en ruines, ayant été démolie au XVIIIe siècle, au XXIe siècle, il ne subsiste que le chevet à trois absides romanes. Des investigations archéologiques et une restauration exemplaire ont eu lieu en 1898-1903 sous l'influence d'Albert Naef et Henry de Geymüller, ainsi qu'en 1973-1974.

### Personnalités
- Charles Aznavour a habité à Saint-Sulpice[38].

### Héraldique
| Armes de Saint-Sulpice | Les armes de la commune de Saint-Sulpice se blasonnent ainsi : De gueules au chef d’argent, à l’église de Saint-Sulpice au naturel brochante. |